# Крижевці (Горні Петровці)
Крижевці (словен. Križevci) — поселення в общині Горні Петровці, Помурський регіон, Словенія. Висота над рівнем моря: 283,5 м.